# Gingee (Fluss)
Der Gingee (auch: Gingy; Tamil: செஞ்சி ஆறு Ceñci āṟu [ˈseɲʒi ɑːrɯ]) ist ein 79 Kilometer langer Fluss in Südindien. 
Er entsteht westlich der Stadt Gingee im Distrikt Viluppuram des Bundesstaates Tamil Nadu durch die Vereinigung von zwei Quellflüssen, von denen einer in den Pakkamalai-Bergen und einer in den Malayanur-Bergen entspringt. Der Gingee fließt in östliche Richtung und nimmt dabei die Zuflüsse Nariar, Tondiar und Pambaiyar auf. Nach etwas mehr als der Hälfte der Strecke tritt der Fluss in das Gebiet des Distrikts Puducherry (Pondicherry) des gleichnamigen Unionsterritoriums ein. Rund sechs Kilometer vor seiner Mündung teilt sich der Gingee in die Mündungsarme Ariankuppam und Chunnambar (auch: Kilinjalar). Die beiden Flussarme münden südlich der Stadt Puducherry in den Golf von Bengalen.
Der Gingee ist ein periodischer Fluss, d. h., er führt meist nur während der Regenzeit zwischen Oktober und Dezember Wasser.